# Ann-Kristin Hamm
Ann-Kristin Hamm (* 1977 in Mönchengladbach) ist eine deutsche Malerin.

## Leben
Ann-Kristin Hamm studierte von 1998 bis 2004 Malerei an der Düsseldorfer Kunstakademie zunächst bei Dieter Krieg und dann bei Albert Oehlen. Dem Studium schlossen sich zahlreiche Ausstellungen an, darunter Einzelausstellungen in Wien, Frankfurt und Düsseldorf. Zur Ausstellung  in der Bundesbank in Frankfurt im Jahr 2006 ist ein Katalog erschienen.

## Werk
Ann-Kristin Hamms großformatige Gemälde zeigen eine bemerkenswerte Vehemenz, die den Gegensatz von Raum und Zweidimensionalität, von scheinbar Figürlichem und Abstraktem vorantreibt. Ihre Kunst stiftet Verwirrung. Nie zeigt sie konkrete Formen, vielmehr werden Erinnerungen an Bekanntes angestoßen, wie etwa Schnecken, Falter, Blüten oder Fächer. Die Bilder setzen Assoziationen frei, zeigen aber nie konkrete Dinge. Wie ein Spiel mit Formen und Farben tänzeln die Bilder zwischen Abstraktion und Gegenständlichkeit. Dabei wird der Zufall als Gestaltungsprinzip eingesetzt, etwa wenn Farbkleckse oder Spritzer auftauchen, Rinnsale von gegossener Farbe zu sehen sind oder Spuren von Turnschuhen, die scheinbar achtlos auf die Leinwände geraten sind.
Immer sind die explosiven Formen in Bewegung. Räumlichkeit erschließt sich durch ein vielschichtiges Übereinanderlagern zahlreicher Bildebenen. Ein Vor und Dahinter ist spürbar. Fast wie Collagen fügen sich die einzelnen Teile zu einem Bildganzen zusammen. Flächen werden übermalt, tiefer liegende Bildteile sind zu erahnen.
Seit 2007 malt Ann-Kristin Hamm auch auf Schallplattenhüllen. Ihre Methode, sich Collagetechniken zu bedienen, wird hier weiter getrieben, indem sie Teile der Motive auf den Covern stehen lässt und den Rest übermalt. Gänzlich bemalt sind die Schallplatten, bei denen die runde Form sowie ihre Größe vorgegeben sind und denen sie ihre Bildmotive entgegensetzt.

## Einzelausstellungen
- 2014: Novelle, Galerie Rupert Pfab, Düsseldorf
- 2014: Galerie Haasner, Wiesbaden
- 2014: Neue Galerie Gladbeck
- 2012: Ann-Kristin Hamm, Alice Münch, Weltweite Liebe, Center, Berlin
- 2011: Kirche Christ König, Neuss
- 2010: Bilder mit Gürtel, Galerie Rupert Pfab, Düsseldorf
- 2010: Kunstverein Koelnberg, Köln
- 2009: Galleri s.e., Bergern / Norwegen
- 2009: mit Kalin Lindena, Kunstverein Schwerte
- 2009: mit Alex Jasch, Center Kurfürstenstrasse 174, Berlin
- 2008: Galerie Rupert Pfab, Düsseldorf
- 2008: Galerie Wilma Tolksdorf, Berlin
- 2007: Deutsche Bundesbank, Frankfurt
- 2006: Hot Spring in Autumn, Galerie Krinzinger, Wien
- 2006: Galerie Wilma Tolksdorf, Frankfurt am Main
- 2005: Kein toter Winkel, Galerie Bochynek, Düsseldorf
- 2004: Hamm Exklusiv, SYRIUS, Düsseldorf